# Put-in-Bay

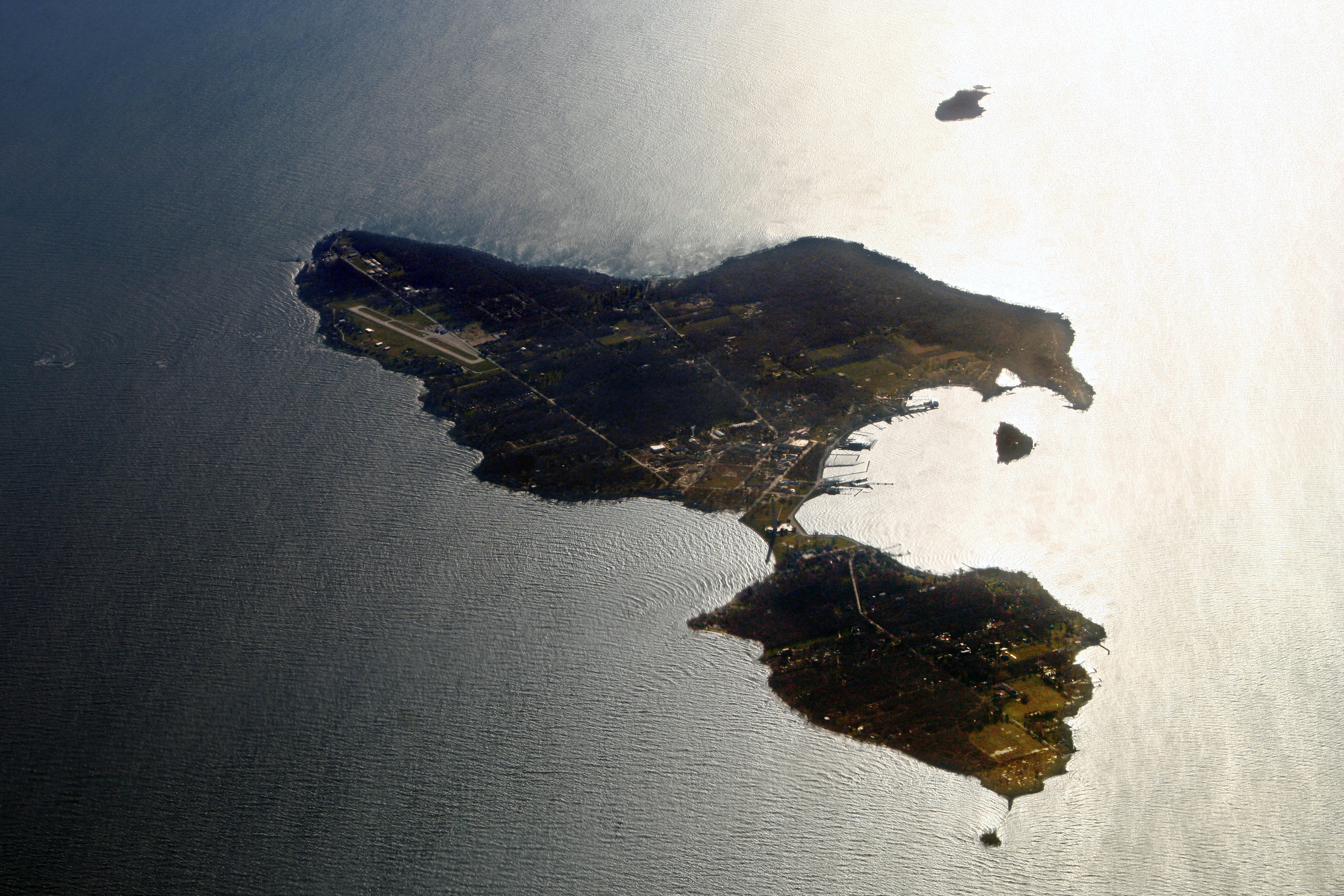
Lake Erie, South Bass Island

Put-in-Bay je americké městečko, které má 138 stálých obyvatel dle sčítání lidu z roku 2010, leží na ostrově South Bass Island v Erijském jezeře ve státě Ohio, asi 24 kilometrů od pevninského města Sandusky.

## Historie
Vesnice a její přístav hrál významnou roli během bitvy na Erijském jezeře v roce 1812-1813, v níž mezi sebou bojovali Američané a Kanaďané s Brity a jejich indiánští spojenci o vedení hranice v této oblasti. Tuto, pro Američany vítěznou bitvu, která byla součástí tzv. Anglo-americké války v letech 1812-1815, v níž šlo především o vyřešení vzájemných teritoriálních vztahů a také o sankce a cla uvalená na dovoz zboží, dodnes připomíná Perry's Victory and International Peace Memorial.

## Současnost
V obci se nachází přístav, několik obchodů, restaurací, hostinců, pošta, letiště, knihovna, škola a mateřská školka pro děti z oblasti a 2 hřbitovy. Školou povinné děti z místního i dalších ostrovů jezdí do školy lodí, čtyřkolkou či letecky, v závislosti na počasí a ročním období. Sídlí zde záchranná služba oblasti, která má k dispozici vrtulník pro transport kritických případů na pevninu.
V letním období je městečko díky příjemnému počasí a poloze rekreačním cílem, v zimním období může být, stejně jako sousední ostrovy, částečně odříznuto od světa.
Trajektová doprava spojuje Put-in-Bay se Sandusky, Kelleysovým ostrovem, Port Clintonem a ostrovem Catawba.

## Monument

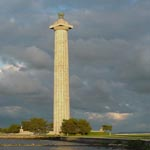
Památník

Nejvýraznější stavbou ostrova je z dálky viditelná připomínka vítězství bitvy na Erijském jezeře. Tento granitový pomník leží na nejužším místě ostrova a je pojmenován na počest kapitána - Olivera Hazarda Perryho památníkem vítězství a mezinárodního míru (Perry's Victory and International Peace Memorial). Má tvar dórského sloupu, je vysoký 107 metrů a na jeho vrcholu je umístěna desetitunová bronzová urna.
V kryptě památníku jsou umístěny ostatky 3 amerických a 3 britských námořních důstojníků.

## Pamětihodnosti a zajímavosti
- Historické kamenné domy z 19. století, které jsou zapsány v Národním registru historických míst
- Perryho jeskyně – jeskyně se sladkou pitnou vodou byla objevena již původními obyvateli, ale její využití během války na Erijském jezeře zachránilo zdraví mnoha mužům z Perryho oddílu, neboť jezerní voda nebyla vhodná k pití a zneschopnila řadu vojáků.
- Lake Erie Islands Historical Society – rozlehlé muzeum zaměřené na historii oblasti